# Pardosa bleyi
Pardosa bleyi là một loài nhện trong họ Lycosidae.
Loài này thuộc chi Pardosa. Pardosa bleyi được Maria Dahl miêu tả năm 1908.